# Joseph von Führich
Pour les articles homonymes, voir von Führich.
 (novembre 2022).
La mise en forme du texte ne suit pas les recommandations de Wikipédia : il faut le « wikifier ».
Les points d'amélioration suivants sont les cas les plus fréquents. Le détail des points à revoir est peut-être précisé sur la page de discussion.
- Les titres sont pré-formatés par le logiciel. Ils ne sont ni en capitales, ni en gras.
- Le texte ne doit pas être écrit en capitales (les noms de famille non plus), ni en gras, ni en italique, ni en « petit »…
- Le gras n'est utilisé que pour surligner le titre de l'article dans l'introduction, une seule fois.
- L'italique est rarement utilisé : mots en langue étrangère, titres d'œuvres, noms de bateaux, etc.
- Les citations ne sont pas en italique mais en corps de texte normal. Elles sont entourées par des guillemets français : « et ».
- Les listes à puces sont à éviter, des paragraphes rédigés étant largement préférés. Les tableaux sont à réserver à la présentation de données structurées (résultats, etc.).
- Les appels de note de bas de page (petits chiffres en exposant, introduits par l'outil «  Source ») sont à placer entre la fin de phrase et le point final[comme ça].
- Les liens internes (vers d'autres articles de Wikipédia) sont à choisir avec parcimonie. Créez des liens vers des articles approfondissant le sujet. Les termes génériques sans rapport avec le sujet sont à éviter, ainsi que les répétitions de liens vers un même terme.
- Les liens externes sont à placer uniquement dans une section « Liens externes », à la fin de l'article. Ces liens sont à choisir avec parcimonie suivant les règles définies. Si un lien sert de source à l'article, son insertion dans le texte est à faire par les notes de bas de page.
- La présentation des références doit suivre les conventions bibliographiques. Il est recommandé d'utiliser les modèles {{Ouvrage}}, {{Chapitre}}, {{Article}}, {{Lien web}} et/ou {{Bibliographie}}. Le mode d'édition visuel peut mettre en forme automatiquement les références.
- Insérer une infobox (cadre d'informations à droite) n'est pas obligatoire pour parachever la mise en page.

Pour une aide détaillée, merci de consulter Aide:Wikification.
Si vous pensez que ces points ont été résolus, vous pouvez retirer ce bandeau et améliorer la mise en forme d'un autre article.

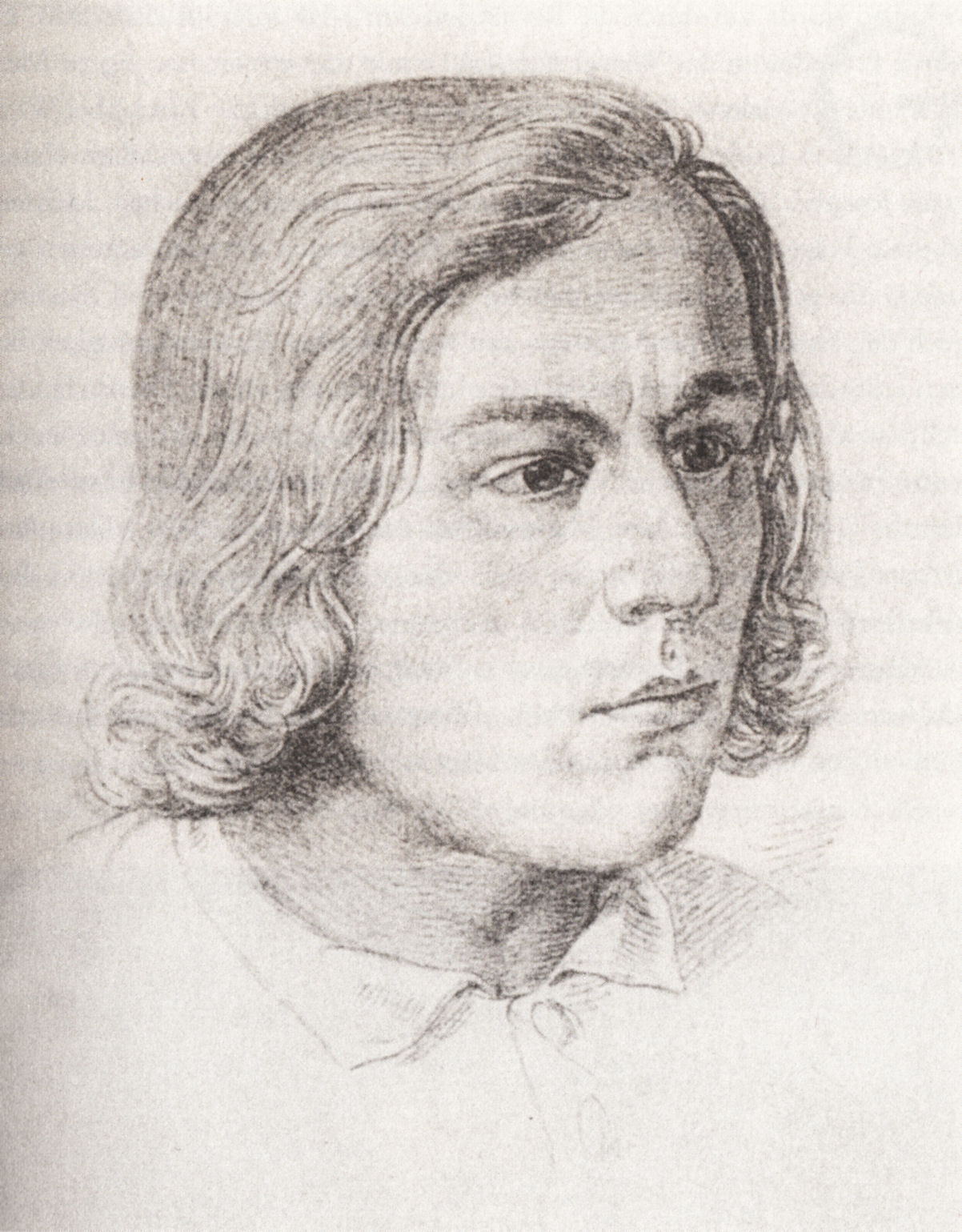
Autoportrait.

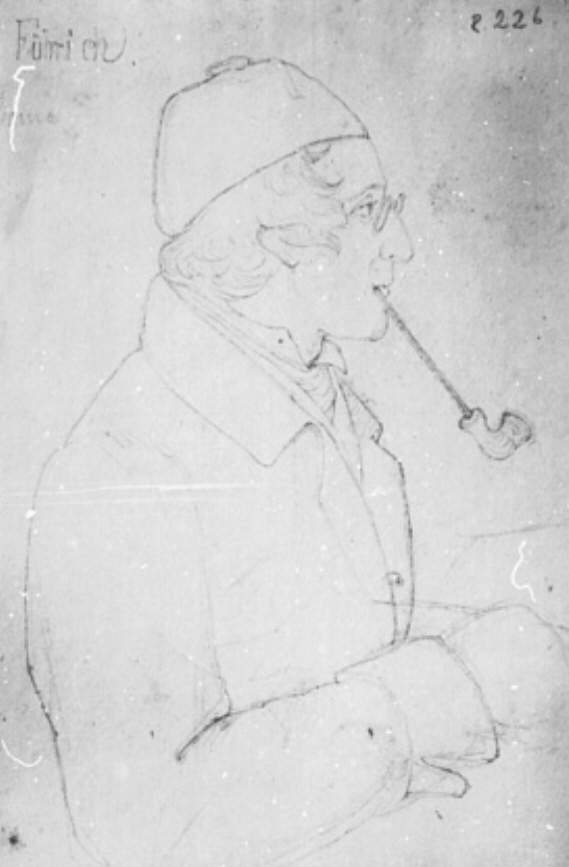
Theodor Rehbenitz, Portrait du peintre Joseph de Führich.

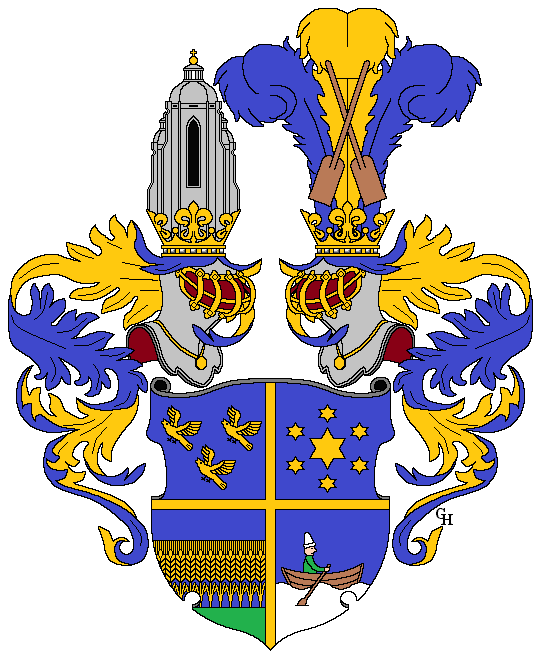
Armoiries de Führich, décernées lorsqu'il a été anobli en 1861.

Joseph Ritter von Führich (9 février 1800 à Kratzau en Bohême - 13 mars 1876 à Vienne), surnommé le théologien à la plume, est un artiste peintre bohème-autrichien de sujets religieux (nazaréens) et peinture d'histoire.

## Biographie
Führich était le fils du peintre Wenzel Führich, dont il a également reçu ses premières leçons artistiques. Il avait onze frères et sœurs, dont la peintre Maria Antonia Führich . En plus des leçons de son père, Führich a continué à s'instruire. Sa première œuvre indépendante, le retable Maria im Grünen, qui se trouve sur un autel latéral de l'église Sankt Laurentius à Kratzau depuis 1868, n'a apparemment plus été conservée. Après avoir fait sensation avec deux peintures lors d'une exposition d'art à Prague en 1819, il reçoit une bourse d'études à l'Académie des beaux-arts de Prague du propriétaire du domaine de Kratzau, le comte Christian Christoph Clam-Gallas.
À l'Académie des Beaux-Arts de Prague, il était élève de Joseph Bergler. Führich était déjà impliqué dans l'ameublement de diverses églises alors qu'il était encore étudiant avec Chanowitz, Liebenau, Nixdorf et Raspenau. En outre, sous la direction de ses professeurs, il a créé des illustrations pour des œuvres de Joseph Marius von Babo (Otto von Wittelsbach, comte palatin en Bavière), Johann Wolfgang von Goethe ( Erlkönig  et  Hermann et Dorothea ), August von Kotzebue, Friedrich Schiller, Ludwig Tieck (Phantasus), Christoph Martin Wieland.
Lorsque Führich était à Vienne pour étudier, il a tellement impressionné le prince von Metternich avec des dessins basés sur la tragédie de Tieck Genoveva (La vie et la mort de sainte Genoveva) que Metternich lui a permis de faire un voyage d'étude à Rome en 1829. Là, Führich s'est présenté à Friedrich Overbeck avec divers tests de ses compétences, et il lui a permis de travailler sur la conception de la Villa Massimo dès le début.
À Rome, Führich a été tellement influencé par les Nazaréens et leurs thèmes religieux qu'il s'est consacré exclusivement à la représentation de thèmes religieux, ce qui lui a valu le surnom affectueux de Théologien à la plume . Führich retourne à Prague vers 1831 et y épouse Franziska Gassner l'année suivante.
En 1834, Führich accepte un appel de Metternich pour se rendre à Vienne, où il est conservateur de la galerie de photos des comtes Lambergsche (aujourd'hui propriété de l'Académie des beaux-arts de Vienne ). Führich se rendit à Venise en 1838 avec le peintre Eduard Engerth pour y acheter des œuvres pour la galerie. Probablement en reconnaissance, une chaire de composition historique a été créée à l'académie des beaux-arts et Führich en a été nommé le premier titulaire.
En plus de ses dessins à contenu religieux, avec lesquels Führich s'est fait connaître dans toute l'Europe, les peintures à l'huile sont devenues un autre centre d'intérêt. Des œuvres monumentales ont été créées en collaboration avec Franz Josef Dobiaschofsky, Leopold Kupelwieser et Schulz ; par exemple. B. dans la Johann-Nepomuk-Kirche (Leopoldstadt) (Vienne) et la nouvelle église paroissiale d'Altlerchenfelder. Ce travail a été interrompu par la révolution de mars 1848, lorsque Führich a dû fuir vers le nord de la Bohême. Les fresques du chemin de croix du Laurenziberg à Prague ont été réalisées par le peintre d'histoire munichois Josef Holzmaier d'après des modèles de Führich.
En 1851, Führich peut retourner à Vienne. Cependant, l' école Führich est dissoute dans le cadre de la restructuration de l'académie des beaux-arts, il perd son poste d'enseignant et son titre. La plupart de ses élèves lui sont restés fidèles, et lorsque Führich s'est à nouveau vu confier un poste d'enseignant, il a pu continuer à enseigner de manière presque transparente. Parmi ses élèves les plus importants figuraient Franz Josef Dobiaschofsky, Bonaventura Emler, Carl Joseph Geiger, Grünes, Caspar Jele, Klein, Lebert, Carl Madjera, Ludwig Mayer, Wenzel Ottokar Noltsch, Heinrich Reinhart, Karl Schönbrunner, Friedrich Staudinger, Stolz, Adam Vogler, Edmund von Wörndle et son frère August von Wörndle, marié à Anna, la fille de Führich, depuis 1872.
Führich a été élevé au titre de chevalier héréditaire en 1861 par l'empereur François-Joseph I. La rumeur dit que l'Empereur a personnellement demandé des suggestions sur la façon d'embellir la cathédrale Saint-Étienne. Les ébauches de vitraux sont ses dernières œuvres. En 1872, avec l'approbation du tribunal, Führich prit une retraite bien méritée.
À l'occasion de son 75e anniversaire, l'artiste a été fait citoyen d'honneur de la ville de Vienne. L'année suivante, Joseph von Führich meurt dans la nuit du 12 au 13. mars 1876 à Vienne.
Führich est internationalement connu grâce à ses images du chemin de croix. elles se sont répandues sous forme de gravures sur cuivre et d'innombrables peintres les utilisent comme modèles pour les tableaux du chemin de croix qu'ils ont réalisé. Führich a publié une petite autobiographie dès 1844 dans l'Almanach Libussa.
Sa critique de l'art contemporain à motivation non religieuse, qu'il a exprimée dans son ouvrage Von der Kunst, a été reçue extrêmement négativement par ses contemporains. Les déclarations qu'il y a faites sur l' égoïsme, la suréducation et l'excentricité qui prévalent actuellement de la société et de l'art ont eu un impact significatif sur August Wilhelm Ambros.
Joseph von Führich a été enterré au Grinzinger Friedhof (groupe 3, numéro 14). L'année de sa mort, 1876, le centre- ville de Vienne (1er District) Führichgasse porte son nom. Il y a un buste du peintre dans sa ville natale de Kratzau. En 2001, le service postal autrichien a sorti un timbre commémoratif commémorant le 125e anniversaire. anniversaire de la mort de Führich.

## Œuvres

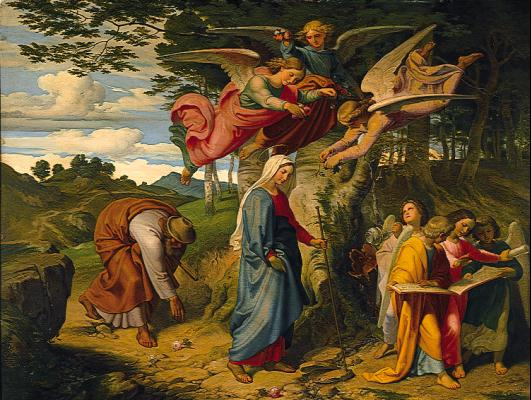
Le Passage de Marie sur les montagnes, 1841.

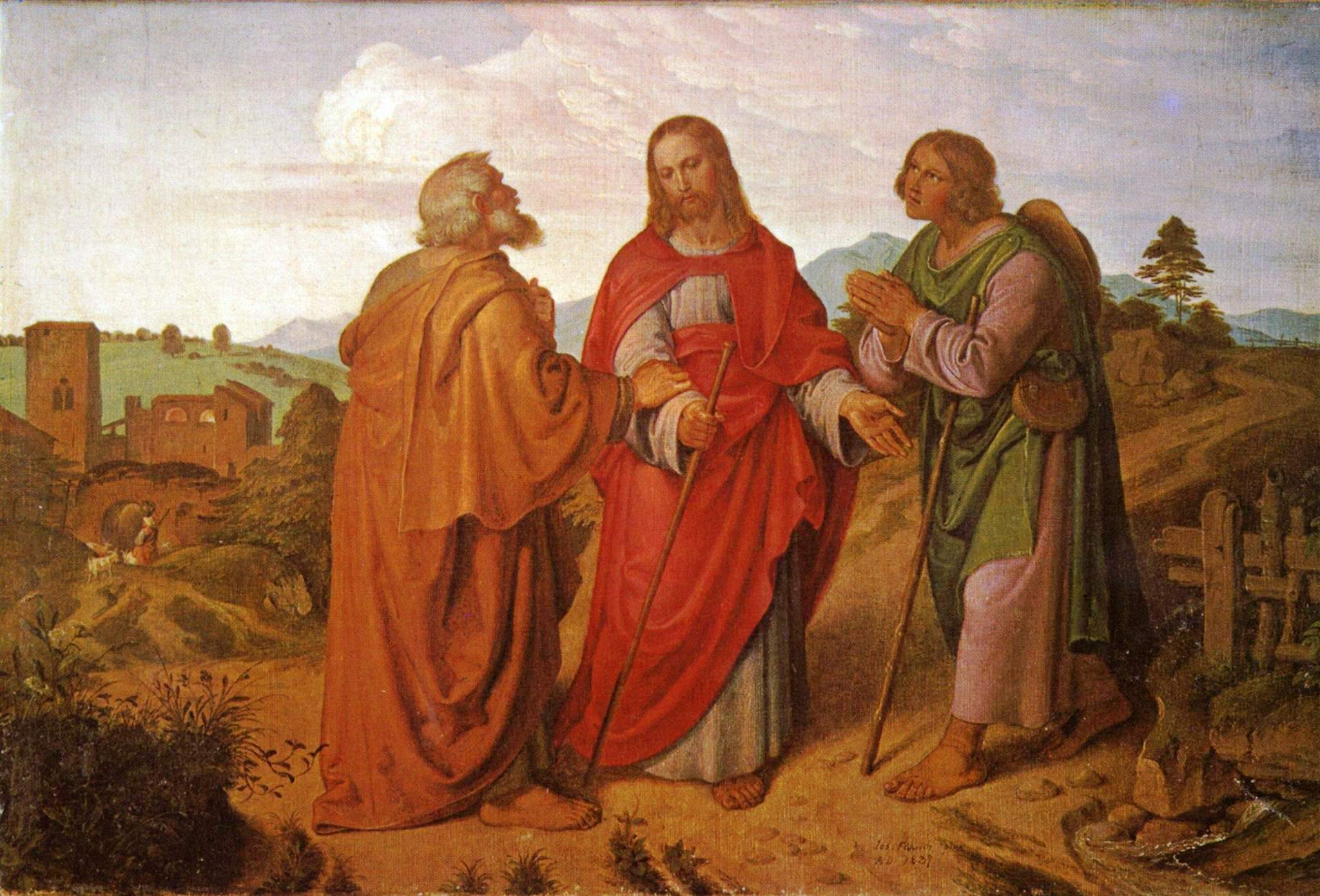
La Marche vers Emmaüs.

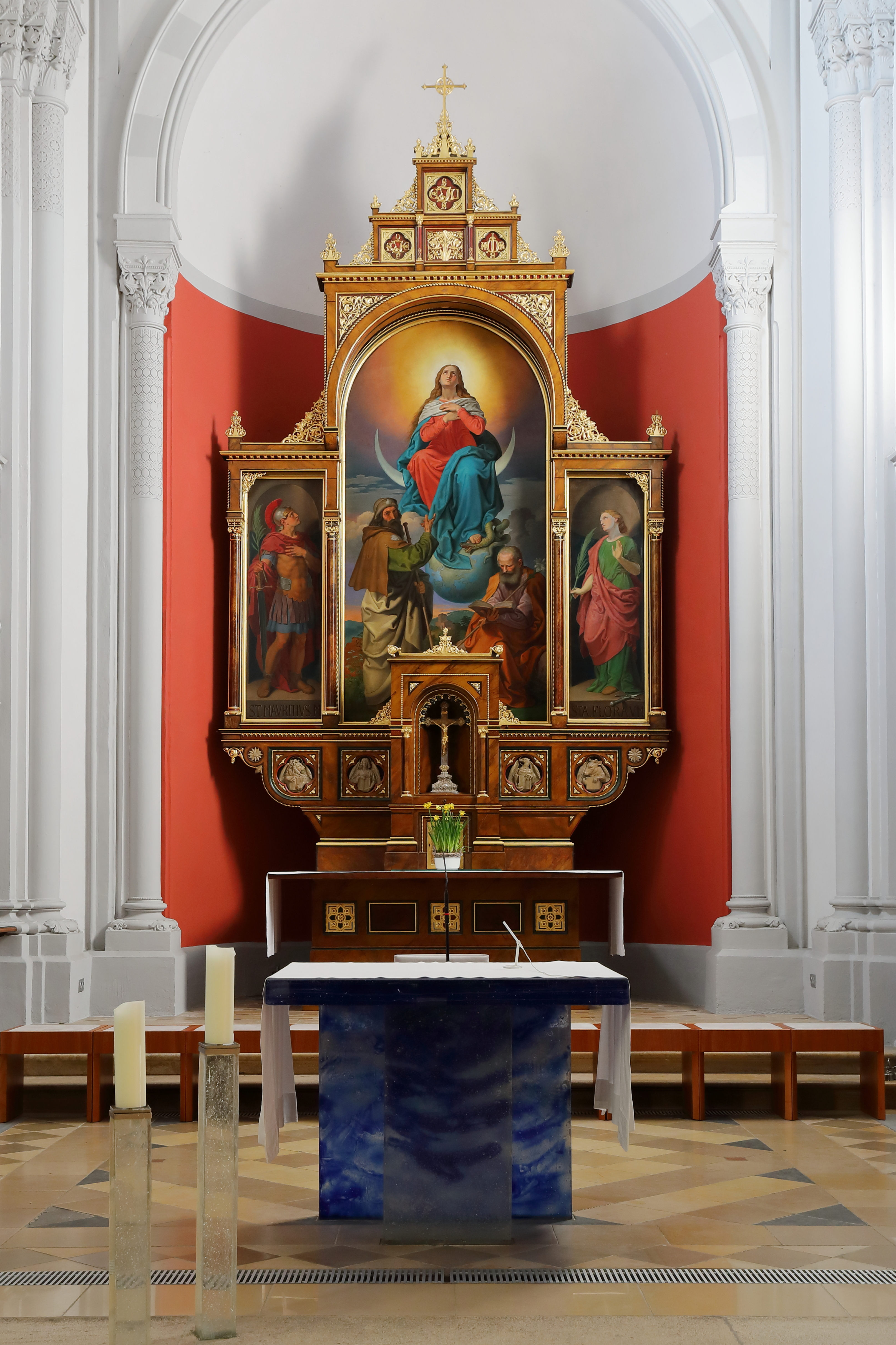
Tableaux du maître-autel dans l'église paroissiale de Bad Vöslau, 1869/1870.

- Esquisse d'Hermann et Dorothea de Goethe . Vieweg, Braunschweig 1827 (édition numérisée de la bibliothèque universitaire et d'État de Düsseldorf)
- Moïse priant avec Aaron et Hur sur le mont Horeb (Vienne, Österreichische Galerie), 1832, huile sur panneau
- Dieu écrit les dix commandements à Moïse sur le mont Sinaï sur deux tablettes de pierre (Vienne, Österreichische Galerie), 1835, huile sur panneau
- Waldesruh – Vierge à l'Enfant, Les Saints Adélaïde et François (Vienne, Österreichische Galerie), 1835, huile sur toile, 34 × 100 cm
- Jacob rencontre Rachel avec les troupeaux de son père (Vienne, Österreichische Galerie), 1836, huile sur toile, 66 × 92 cm
- La Marche vers Emmaüs (Brême, Kunsthalle), 1837, huile sur toile, 29 × 44 cm
- Le Bon Pasteur (Düsseldorf, Museum Kunstpalast), 1840, dessin, 243 × 237 cm
- Le Passage de Marie sur les montagnes (Vienne, Österreichische Galerie), 1841
- Vision des habitants de Jérusalem (Vienne, Österreichische Galerie), 1844, huile sur toile
- Le Christ remet les clefs à Pierre (Esztergom, Keresztény Múzem, inv. n° 55.413), 1848, huile sur toile, 95 × 78 cm
- Madone dans la grotte (retable de l'église de Marie-Madeleine à Krásná Lípa), 1861
- Rudolf von Habsburg et le Prêtre (Vienne, Österreichische Galerie), 1870, huile sur toile, 111 × 135 cm
- Madone (Esztergom, Keresztény Múzeum, inv. n° 55.414), huile sur toile, 40 × 30 cm
- Liste des chemins de croix de Führich

## Illustrations (sélection)
- Verlag Gebrüder Mann u. un. (Éd. ): Joseph Fuhrich. La prière du Seigneur. Neuf dessins au crayon pour la prière du Seigneur . Verlag Gebrüder Mann, 1958 (dossier).
- In : Album d'artistes allemands en gravures originales. – Düsseldorf : Buddéus, 1841. Édition numérisée de la Bibliothèque universitaire et d'État de Düsseldorf

## Distinction
- Chevalier de l'ordre de Léopold (Belgique, 18 novembre 1875)[3].